# Joan Tarika Lewis
Joan Tarika Lewis, alias Tarika Lewis ou Tarika Matilaba, née Joan Angela Lewis le 1er février 1950 à Oakland (Californie), est une artiste visuelle, musicienne, auteure et militante politique américaine.

## Jeunesse
Née le 1er février 1950 à Oakland, en Californie, elle est la fille du boxeur John Henry Lewis et de Florence (Reid) Lewis. Oakland est alors une plaque tournante des troubles civils en raison de la forte prévalence de la brutalité policière et de la ségrégation continue de la ville en raison des Blancs qui sortaient des plaines pour aller s'installer aux pieds des collines. Lewis étudie à Oakland Tech (en), suivant les traces d'autres dirigeants du Black Panther Party tels que Bobby Hutton (en) et Reginald Forte (en). Avant de se lancer dans la politique raciale, ses parents voulaient qu'elle poursuive une carrière dans le jazz, car elle était une violoniste accomplie. Au lycée, elle co-fonde la Black Student Union et organisé des sit-ins pour exiger la mise en place d'un cours sur les Black Studies ainsi que d'un club d'histoire des Noirs.
Lewis s'inspire pour ses demandes d'étudiants militants du Merritt College (en) qui exigeaient également ces cours. Lewis commence à fréquenter le Merritt College avec ses cousins à l'âge de 16 ans pour assister à des forums sur l'histoire et la culture des Noirs. Là, elle entre en contact avec les membres fondateurs du Black Panther Party, Bobby Seale et Huey P. Newton, et est inspirée par leurs visions du nationalisme noir et de la préservation culturelle et communautaire radicale. Lewis s'intéresse également au Black Panther Party en raison de ses programmes de survie communautaire qu'il a mis en place dans les écoles secondaires et les centres communautaires d'Oakland. Les projets pour la communauté comprenaient des programmes comme Free Breakfast for Children, le Free Food Program et le Child Development Center.

## Black Panther Party
Au printemps 1967, Lewis devient la première femme à rejoindre le Black Panther Party, à l'âge de 16 ans. Elle abandonne le lycée et prend la décision de suspendre sa carrière de jazz afin d'aider le mouvement. Elle gravit rapidement les échelons du parti, complétant des cours d'éducation politique mandatés par le parti et une formation à l'armement. Lorsque les panthères masculines remettent en question ses capacités de tireur d'élite en raison de son sexe, Lewis les met au défi de venir au champ de tir et de voir s'ils pouvaient égaler son tir droit. Lewis est ensuite nommée lieutenant local et aide à former de nouvelles recrues et à enseigner des cours de drill.
Lewis continue son implication dans le Black Panther Party comme l'une des premières graphistes révolutionnaires du parti, à travers ses dessins et ses éditoriaux dans le journal The Black Panther. Lewis fournit plus de quarante images au journal entre 1967 et 1969 sous le nom de plume de Matilaba. La plupart des œuvres d'art issues du journal et du parti lui-même sont attribuées à Emory Douglas, mais les dessins de Lewis figurent en bonne place aux côtés des siens,. Lewis travaille comme son assistante pendant son temps passé dans ce rôle. Son travail est facilement reconnaissable à ses traits de stylo minces et à l'ombrage clair qui soulignait ses caricatures féminines généralement militantes. L'art de Lewis représentait généralement des thèmes communs du journal, y compris des diabolisations de la police comme des cochons, ainsi que des représentations de panthères armées, ce qui renforçait les luttes des Noirs américains contre la brutalité policière. Ce qui a fait ressortir son art, ce sont ses représentations de femmes panthères noires et armées plutôt que d'hommes noirs, un changement par rapport à la représentation très masculine de l'autodéfense militante habituellement représentée dans le journal. À travers ses œuvres d'art, ainsi que son implication dans des camps d'entraînement et des patrouilles de police, Lewis crée un espace pour que les femmes noires incarnent l'image des défenseurs radicaux de la communauté et de la culture. Lewis quitte le Black Panther Party en janvier 1969.

## Carrière artistique
Après avoir quitté le parti, Lewis devient graphiste et violoniste de jazz, mais elle continue à s'intéresser aux questions de développement communautaire soulevées par le Black Panther Party. Elle effectue des tournées internationales avec le saxophoniste John Handy et continue à enseigner les arts visuels ainsi que le jazz aux jeunes du centre d'Oakland.
Elle est également la fondatrice de l'Oakland Black String Ensemble. Lorsqu'elle travaille avec ses compétences en arts visuels, Lewis agit en tant qu'instructrice d'art et conseillère au Healthy Babies Project, où elle aide les femmes à utiliser les arts visuels pour représenter et comprendre les traumatismes dus à la toxicomanie.
Lewis est également l'auteure de Panther: A Pictorial History of the Black Panthers and the Story Behind the Film et a travaillé sur le film Panther réalisé en 1995 par Mario Van Peebles. Dans le film, elle agit en tant que consultante et joue un rôle secondaire comme actrice. En 2001, elle reçoit le Congressional Recognition Award (en) dans la catégorie « Artiste du spectacle et reconnaissance du travail communautaire ».